# Abaño
Abaño es una localidad del municipio cántabro de San Vicente de la Barquera, en España. Se encuentra a tres kilómetros al sur de la capital municipal, a 25 m s. n. m., junto a la ría de San Vicente. En el año 2014 contaba con 114 habitantes (INE). En Abaño se conserva un Bien incluido en el Inventario General de Cantabria: la capilla del Lazareto. Data del siglo XIII. Tiene una sola nave, ábside cuadrado y pertenece al estilo románico.La puerta ligeramente apuntada y la capilla con la bóveda de crucería, destacan como una de las primeras manifestaciones de arte gótico conservadas en la región. En la cara interior de los muros de la capilla aparecen restos de pinturas simbólicas y figurativas, realizadas en pintura roja sobre cal blanca, tales como un friso ajedrezado, rosetones y una gran cruz sobre el altar.
En dicho lazareto se encontraban las imágenes de dos santos, una de María Magdalena y otra de San Lázaro que se convertirían en los patrones de dos localidades próximas al mismo. La Acebosa se quedaría con María Magdalena y Abaño con San Lázaro.
Se trataba de la casa hospital de la Orden de los Lacerados de Malatos de San Lázaro de Abaño, que estuvo en funcionamiento desde el primer tercio del siglo XIII hasta principios del siglo XIX.
Desde su fundación se organizó como una orden religiosa, que acogió a numerosos enfermos de lepra de los concejos de la zona occidental de las Asturias de Santillana. Un mayordomo y varias beatas eran los encargados del cuidado de los enfermos. 
Los habitantes de la localidad se conocían en las proximidades con el nombre de cambareros, ya que eran famosos por pescar cangrejos de mar en la Ría del Escudo próxima a Abaño; ría que servía como lugar de baño para los habitantes de la localidad y del que dicen que vendría el topónimo. Al cruzarse dos personas una podría preguntar: ¿dónde vas?, respondiendo la otra: Al Baño. Que con el tiempo quedaría como Abaño.

## Fiestas
Se celebra la festividad de San Lázaro, el 10 de  julio.

## Puntos de interés natural
La Marisma de Rubín, asociada a una de las ramas de la bahía de San Vicente de la Barquera, sirve como hábitat temporal a muchas aves migratorias. 

## Junta Vecinal
Una vez que no existe representación a la Junta Vecinal, ésta se disuelve y la gestión de la misma pasa al Ayuntamiento de San Vicente de la Barquera. 